# Tanec smrti

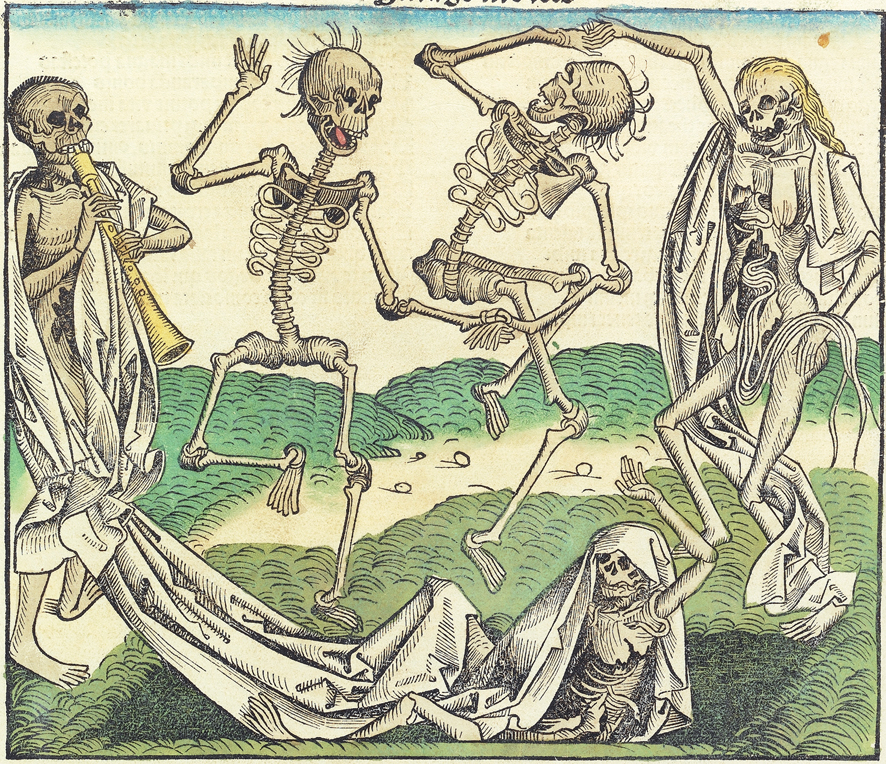
Michael Wolgemut, Danse macabre. Norimberská kronika, 1493

Tanec smrti (francouzsky danse macabre, německy Totentanz) je výtvarné téma, rozšířené v Evropě zejména na přelomu středověku a novověku. Znázorňuje Smrt v podobě kostry nebo umrlce, jak tančí s živými osobami různých společenských stavů a sociálních vrstev. Tance smrti měly divákům připomenout jejich konečnost v duchu výzvy memento mori i fakt, že nikdo, bez ohledu na své postavení, nemůže smrti uniknout. Výjev tak býval výzvou k pokání a obrácení a snad i způsobem, jak se vyrovnat s masivní úmrtností během morových ran.

## Historie

### Středověk
Motiv tance smrti se zřejmě poprvé objevil někdy mezi roky 1410 a 1425 v La Chaise-Dieu v Auvergne na nástěnné malbě, která měla původně 30 tanečních párů, z nichž se dochovalo 23. Roku 1424 vznikl tanec mrtvých na zdi pařížského Hřbitova Neviňátek, který se však nedochoval a je znám pouze z dřevořezů, jež vydal roku 1485 pařížský tiskař Guyot Marchant. 

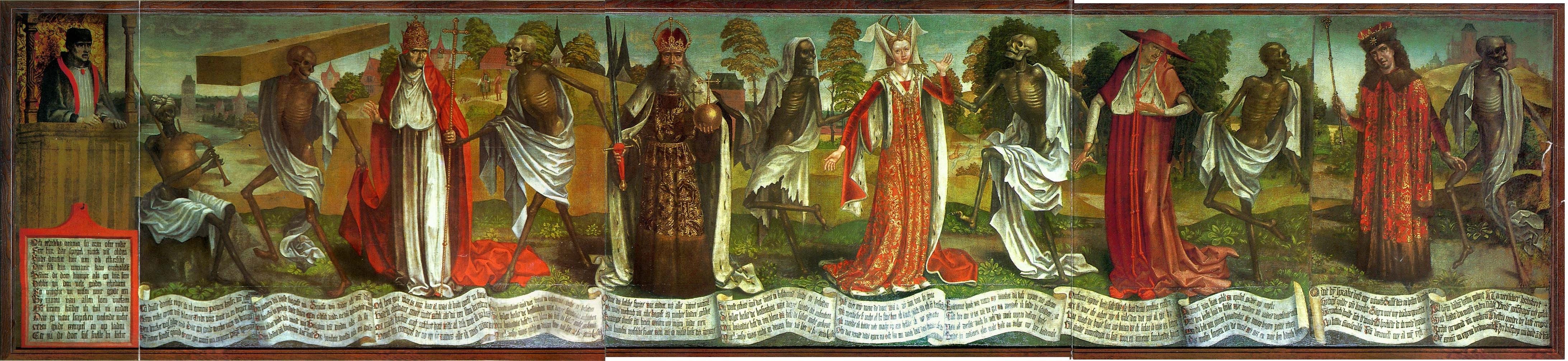
Bernt Notke: Tanec smrti, Tallinn, chrám sv. Mikuláše. (Poslední čtvrtina 15. století)

Ještě před polovinou 15. století motiv přes švýcarskou Basilej pronikl do německého jazykového prostoru, kde se stal velmi populárním nejen na zdech hřbitovů, v kostelech a kostnicích, ale i v reprodukční grafice. Ze známých výtvarníků ztvárnili toto téma např. Hans Holbein ml. (série dřevořezů, 1538), Michael Wolgemut nebo Albrecht Dürer. V některých výtvarných zpracováních bývají živí seřazeni jako při řetězovém tanci podle svého společenského postavení, od papeže a císaře přes měšťany a řemeslníky až po žebráky.

### Období baroka
Znovu se téma tance smrti stalo populárním v době baroka. Z tohoto období pochází i cyklus 50 nástěnných maleb na zdech chodby v hospitalu v  Kuksu, které svým duchovním obsahem měly doplnit místní sérii alegorických soch Ctností a Neřestí. Cyklus kukského Tance smrti pravděpodobně vznikl v první čtvrtině 18. století na základě zadání majitele zdejšího panství hraběte Františka Antonína Šporka. Později po tyfové epidemii, která postihla i vojenské vysloužilce, ubytované v hospitalu, byly chodby špitálu vybíleny a obrazy skryty. Cyklus Tance smrti byl objeven až v roce 2014 během rozsáhlé rekonstrukce objektu.
Tanec smrti v Kuksu

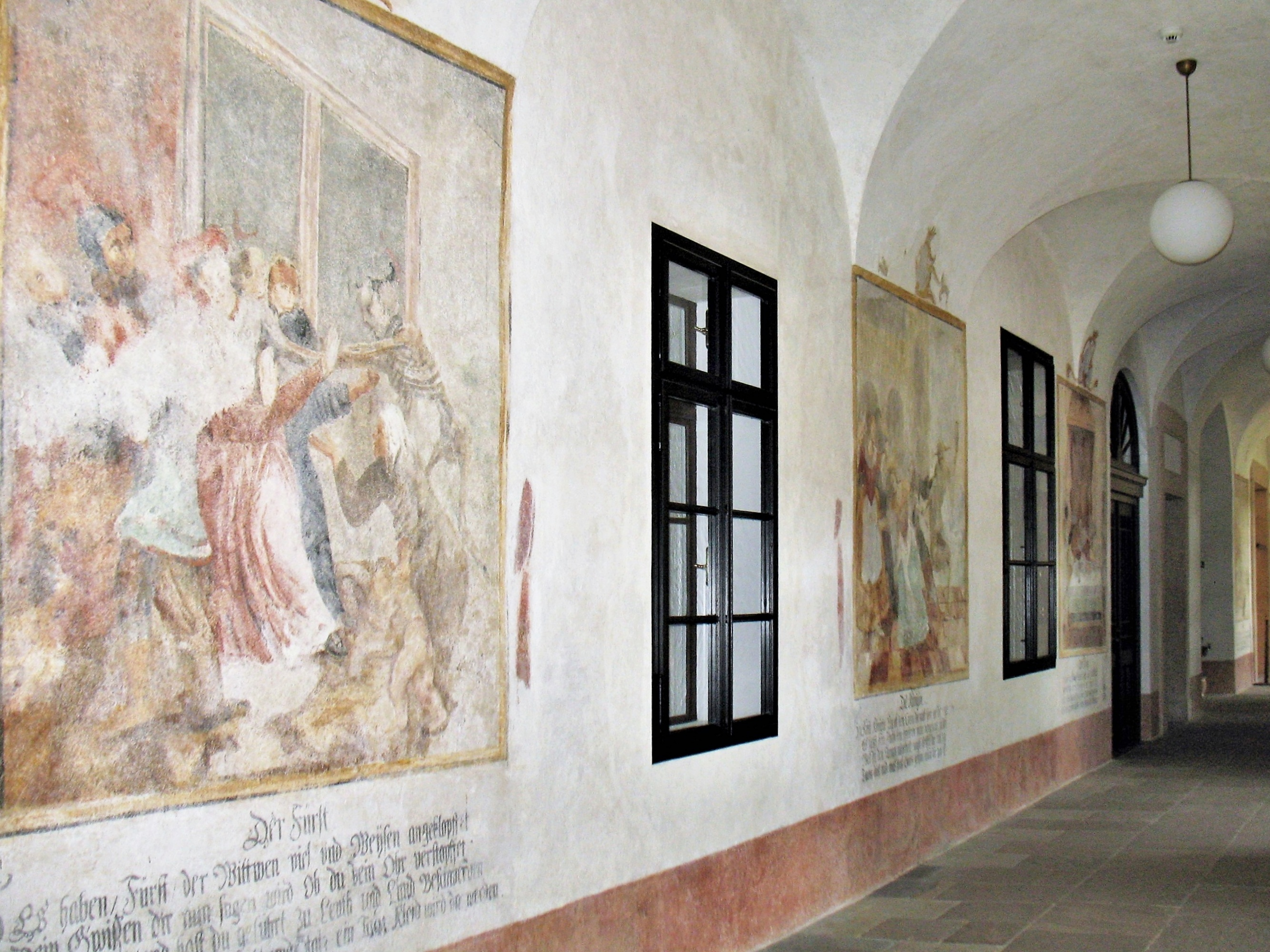
Chodba hospitalu, vlevo Smrt knížete
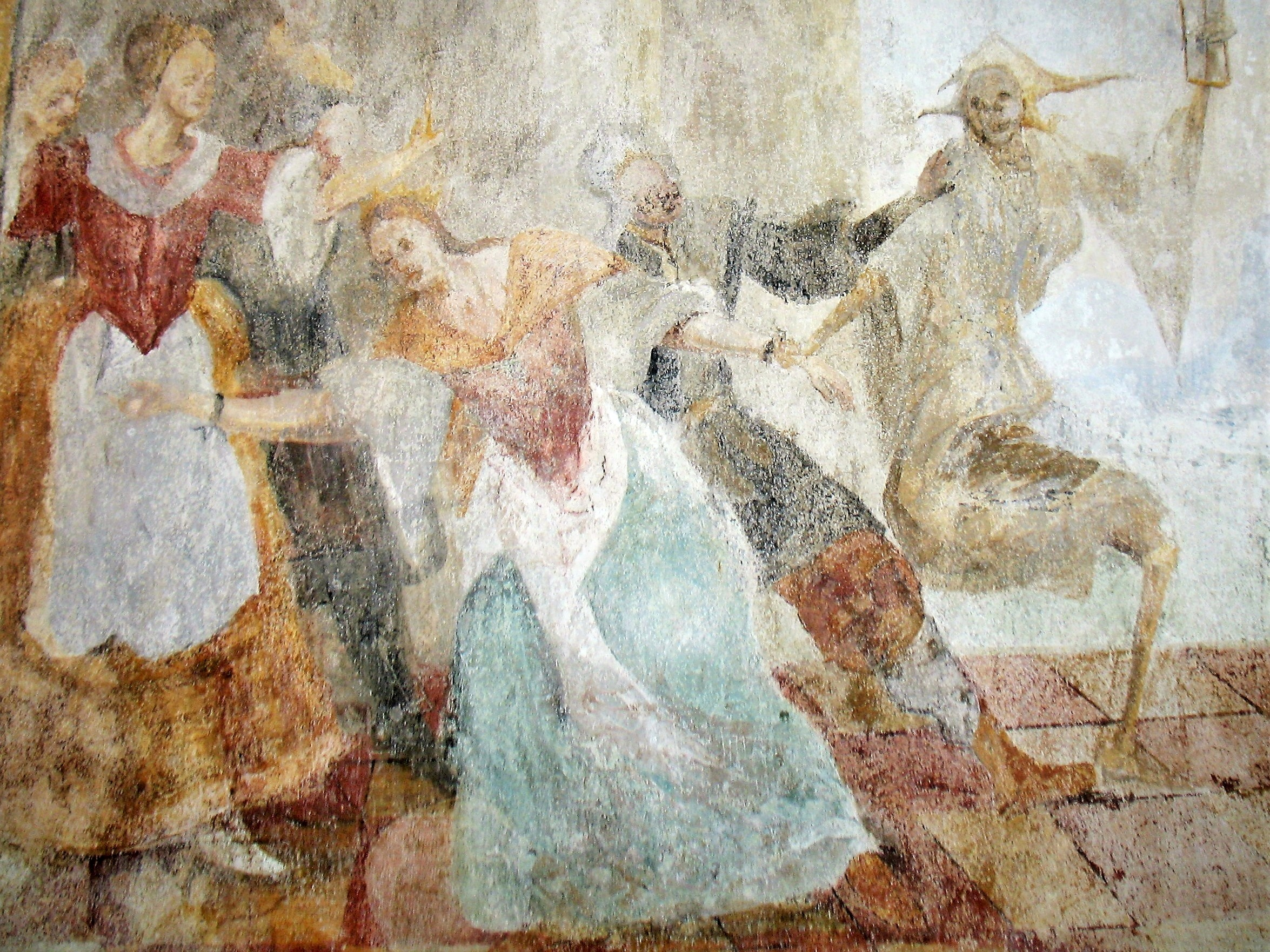
Smrt královny
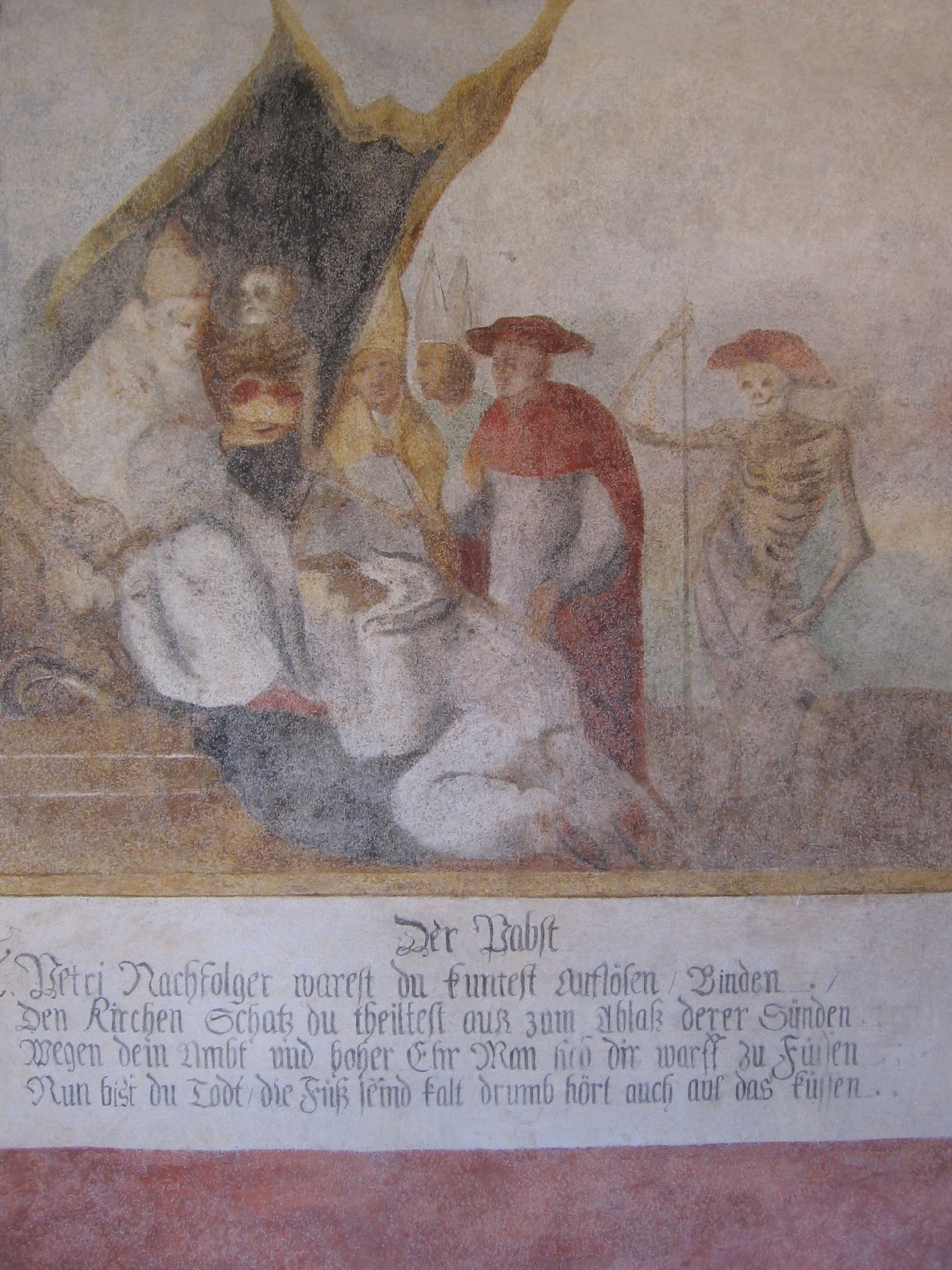
Smrt papeže
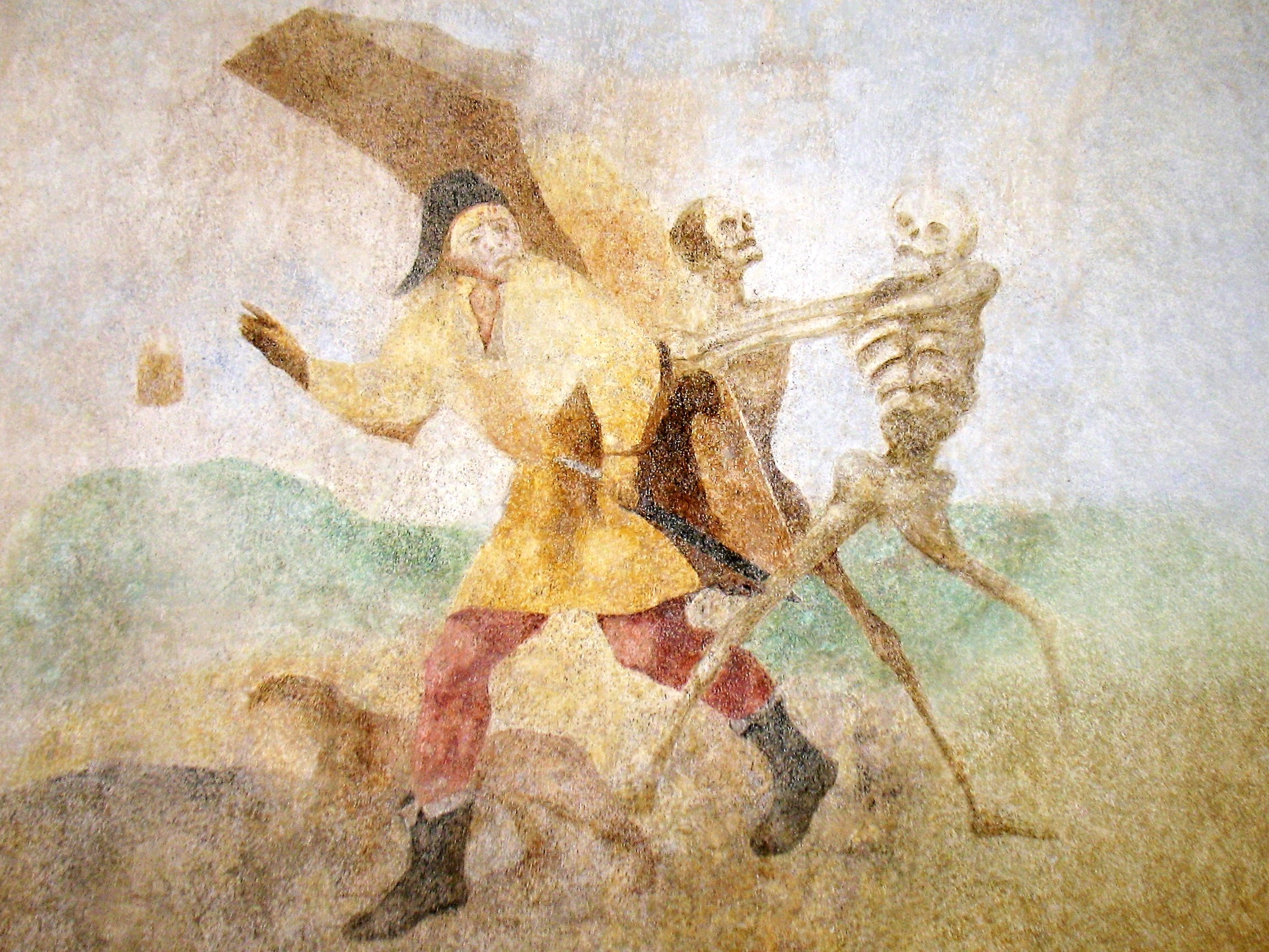
Dvě smrtky se přetahují o život kramáře
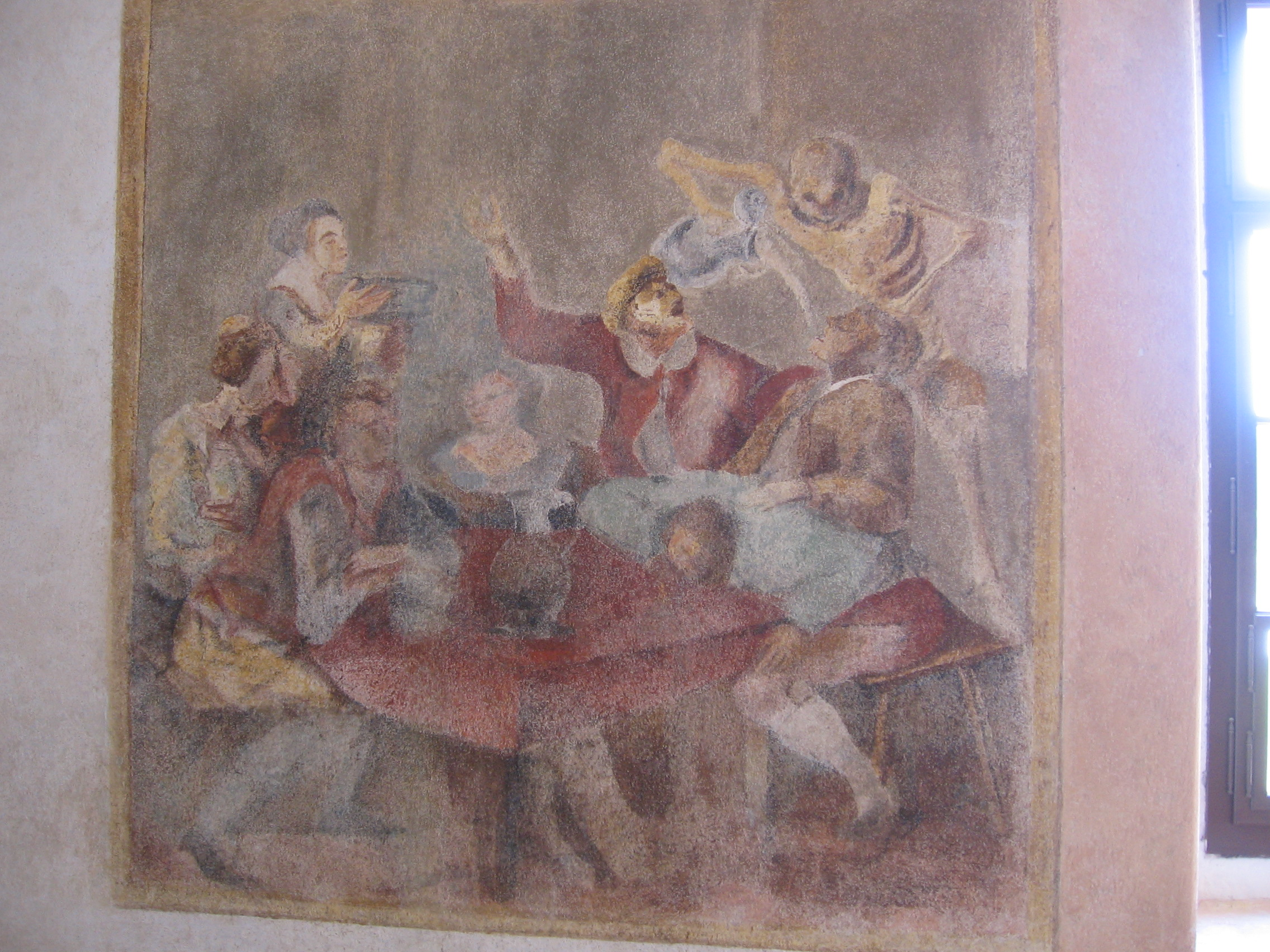
Smrt na hostině

V 19. a 20. století se tanec smrti stal inspirací i pro umělecká díla mimo oblast výtvarného umění. Ke známým patří např. Strindbergovo drama Tanec smrti, Lisztova symfonická skladba Tanec smrti (S. 126), Saint-Saënsův Tanec kostlivců, Musorgského Písně a tance smrti či próza českého básníka Jakuba Demla Tanec smrti.

## Využití v současné kultuře
Danse macabre je název písně Jaromíra Nohavici na albu Divné století. (Šest milionů srdcí vyletělo komínem...)